# Isaac Pitman
Pour les articles homonymes, voir Pitman.
Isaac Pitman, né le 4 janvier 1813 à Trowbridge et mort le 22 janvier 1897 à Bath, est un inventeur britannique et l'auteur d'une méthode de sténographie connue aujourd'hui sous le nom de sténographie Pitman.

## Biographie
Pendant sept ans, il utilise d'abord la méthode Taylor avant d'élaborer sa propre méthode, qui deviendra plus tard le système le plus largement répandu de la sténographie. En 1837, il la propose pour la première fois dans Stenographic Soundhand. Cette méthode est principalement utilisée au Royaume-Uni et en Amérique du Nord.
À la suite de l'invention du timbre en Angleterre, il crée les cours par correspondance, en 1840, à Londres, pour enseigner à distance sa méthode de sténographie. C'est le premier cours par correspondance au monde.
Pitman est un professeur qualifié et enseigne dans une école privée qu'il a fondée à Wotton-under-Edge dans le Gloucestershire. Il est le grand-père de Sir James Pitman (en), connu pour avoir développé l'alphabet d'enseignement initial.
Il était le vice-président de la Vegetarian Society (société de promotion du végétarisme).

## Enseignement à distance
Le premier cours d'enseignement à distance au sens moderne est réalisé par Isaac Pitman aux alentours de 1840. Il consiste à enseigner un système de sténographie en envoyant des textes transcrits en sténographie sur des cartes postales et en recevant des transcriptions de la part de ses étudiants en contrepartie de la correction. Le facteur de rétroaction (feedback) avec les étudiants constitue une innovation cruciale dans le système de Pitman. Ce système d'enseignement à distance est rendu possible grâce à l'introduction de taux d'affranchissement uniformes en Angleterre en 1840.

### Sources
- (en) « Who invented phonography? », The Phonographic World, vol. 4, no 12,‎ aout 1889, p. 294 (lire en ligne)